# Tibetano clásico
El tibetano clásico es una lengua muerta de la familia tibética documentada en numerosos documentos del período medieval, es un descendiente directo del tibetano antiguo. Aunque se extiende desde el siglo XII hasta la actualidad, el término tibetano clásico se refiere particularmente al idioma de los primeros textos canónicos traducidos de otros idiomas, especialmente del sánscrito. La fonología implícita por la ortografía del tibetano clásico es muy similar a la fonología del tibetano antiguo, pero la gramática varía enormemente dependiendo del período y el origen geográfico del autor. Tal variación es un tema poco investigado.
En el año 816, durante el reinado del rey Sadnalegs, el tibetano literario sufrió una reforma completa destinada a estandarizar el idioma y el vocabulario de las traducciones que se estaban realizando del sánscrito, que fue una de las principales influencias para los estándares literarios en lo que ahora se llama tibetano clásico.

## Sustantivos

### Estructura de la frase nominal
Los sufijos nominalizadores - pa o ba y ma - son requeridos por el sustantivo o adjetivo que se va a destacar;po o bo (masculino) y mo (femenino) se usan para distinguir el género.
El plural se indica, cuando es necesario, añadiendo el morfema -rnams; cuando se enfatiza la naturaleza colectiva de la pluralidad, en su lugar se utiliza el morfema -dag. Estos dos morfemas se combinan fácilmente (por ejemplo, rnams-dag 'un grupo con varios miembros', y dag-rnams 'varios grupos').

### Casos
El idioma escrito clásico tiene diez casos.
- Absolutivo (sin marcas morfológicas)
- Genitivo (གི་ -gi, གྱི་ -gyi, ཀྱི་ -kyi, འི་ -'i, ཡི་ -yi)
- Agente (གིས་ -gis, གྱིས་ -gyis, ཀྱིས་ -kyis, ས་ -s, ཡིས་ -yis)
- Locativo (ན་ -na)
- Alativo (ལ་ -la)
- Terminativo (རུ་ -ru, སུ་ -su, ཏུ་ -tu, དུ་ -du, ར་ -r)
- Comitativo (དང་ -dang)
- Ablativo (ནས་ -nas)
- Elativo (ལས་ -las)
- Comparativo (བས་ -bas)

Los marcadores de caso se adjuntan a frases nominales completas, no a palabras individuales (es decir, Gruppenflexion). Los gramáticos tradicionales tibetanos no distinguen los marcadores de caso de esta manera, sino que distribuyen estos morfemas de caso (excluyendo -dang y -bas) en los ocho casos del sánskrito.

### Pronombres
Hay pronombres personales, demostrativos, interrogativos y reflexivos, así como un artículo indefinido, que está estrechamente relacionado con el numeral "uno".

#### Pronombres personales
Como ejemplo del sistema pronominal del tibetano clásico, el Milarepa rnam thar muestra los siguientes pronombres personales.
| Persona            | Singular  | Plural        |
| ------------------ | --------- | ------------- |
| 1.ª persona        | ང་ nga    | ངེད་ nged      |
| 1.ª + 2.ª personas |           | རང་རེ་ rang-re |
| 2.ª persona        | ཁྱོད་ khyod | ཁྱེད་ khyed     |
| 3.ª persona        | ཁོ་ kho    | ཁོང་ khong     |

Existen diferentes fórmulas de tratamiento para distinguir el contexto informal (tú)  del formal (usted): el plural (ཁྱེད་ khyed) es usado para el singular formal de cortesía, tal como sucede en español.

## Verbos
Los verbos en tibetano no cambian por persona o número. Morfológicamente hay hasta cuatro formas de raíz separadas, que los gramáticos tibetanos, influenciados por la terminología gramatical sánscrita, llaman "presente" (lta-da), "pasado" ('das-pa), "futuro" (ma-'ongs-pa) e "imperativo" (skul-tshigs), aunque la semántica precisa de estas raíces aún es controvertida. La llamada raíz de futuro no es un verdadero futuro, sino que transmite el sentido de necesidad u obligación.
La mayoría de los verbos tibetanos caen en una de dos categorías, aquellos que expresan implícita o explícitamente la implicación de un agente, marcados en una oración por la partícula instrumental (kyis etc.) y aquellos que expresan una acción que no involucra a un agente. Los gramáticos tibetanos se refieren a estas categorías como tha-dad-pa y tha-mi-dad-pa respectivamente. Aunque estas dos categorías a menudo parecen superponerse con los conceptos gramaticales en inglés de transitivo e intransitivo, la mayoría de los escritores modernos sobre gramática tibetana han adoptado los términos "voluntario" e "involuntario", basados en descripciones nativas tibetanas. La mayoría de los verbos involuntarios carecen de una raíz imperativa.

### Conjugación
Muchos verbos exhiben ablaut en la raíz entre las cuatro formas de raíz, por lo que a o e en el presente tiende a convertirse en o en el imperativo byed, byas, bya, byos (hacer), una e en el presente cambia a a en el pasado y futuro (len, blangs, blang, longs 'tomar'); en algunos verbos, un presente en i cambia a u en las otras raíces (dzin, bzung, gzung, zung 'tomar'). Además, las raíces de los verbos también se distinguen por la adición de varios prefijos y sufijos, así sgrub (presente), bsgrubs (pasado), bsgrub (futuro), 'sgrubs (imperativo). Aunque el sufijo final -s, cuando se usa, es bastante regular para el pasado y el imperativo, los prefijos específicos que se deben usar con cualquier verbo dado son menos predecibles; aunque hay un patrón claro de b- para una forma de pasado y g- para una forma de futuro, este uso no es consistente.
| GLOSA       | presente   | pasado        | futuro      | imperativo  |
| ----------- | ---------- | ------------- | ----------- | ----------- |
| 'hacer'     | བྱེད་ byed   | བྱས་ byas      | བྱ་ bya      | བྱོས་ byos    |
| 'tomar'     | ལེན་ len    | བླངས་ blangs   | བླང་ blang   | ལོངས་ longs  |
| 'tomar'     | འཛིན་ 'dzin | བཟུངས་ bzungs  | གཟུང་ gzung  | ཟུངས་ zungs  |
| 'conseguir' | སྒྲུབ་ sgrub  | བསྒྲུབས་ bsgrubs | བསྒྲུབ་ bsgrub | སྒྲུབས་ sgrubs |

Solo un número limitado de verbos es capaz de tener cuatro cambios; algunos no pueden asumir más de tres, algunos dos, y muchos solo uno. Esta deficiencia relativa se compensa mediante la adición de auxiliares o sufijos tanto en la lengua clásica como en los dialectos modernos.

### Negación
Los verbos se niegan con dos partículas preposicionales: mi y ma. Mi se usa con los temas del presente y del futuro. La partícula ma se usa con el tema del pasado; las prohibiciones no emplean el tema del imperativo, sino que se niega el tema del presente con ma. También existe un verbo estativo negativo med 'no hay, no existe', la contraparte del verbo estativo yod 'hay, existe'.

### Honoríficos
Al igual que con los sustantivos, el tibetano también tiene un sistema complejo de formas verbales honoríficas y educadas. Así, muchos verbos para acciones cotidianas tienen una forma completamente diferente para expresar el estatus superior, ya sea real o por cortesía, del agente de la acción, por lo tanto, lta 'ver', hon. gzigs; byed 'hacer', hon. mdzad. Cuando no existe un tema verbal honorífico específico, el mismo efecto se logra mediante la composición de un tema verbal estándar con un tema verbal honorífico general apropiado, como mdzad.

### Enlaces exteriores
- Wikilibros alberga un libro o manual sobre Research on Tibetan Languages: A Bibliography.
- Wikilibros alberga un libro o manual sobre A Textbook of Classical Tibetan.
- Tibetan in Digital Communication Archivado el 24 de marzo de 2014 en Wayback Machine.
- Translations of Tibetan texts, Tibetan language courses & publications by Erick Tsiknopoulos and the Trikāya Translation Committee.

- Datos: Q5128314